# Real Salt Lake

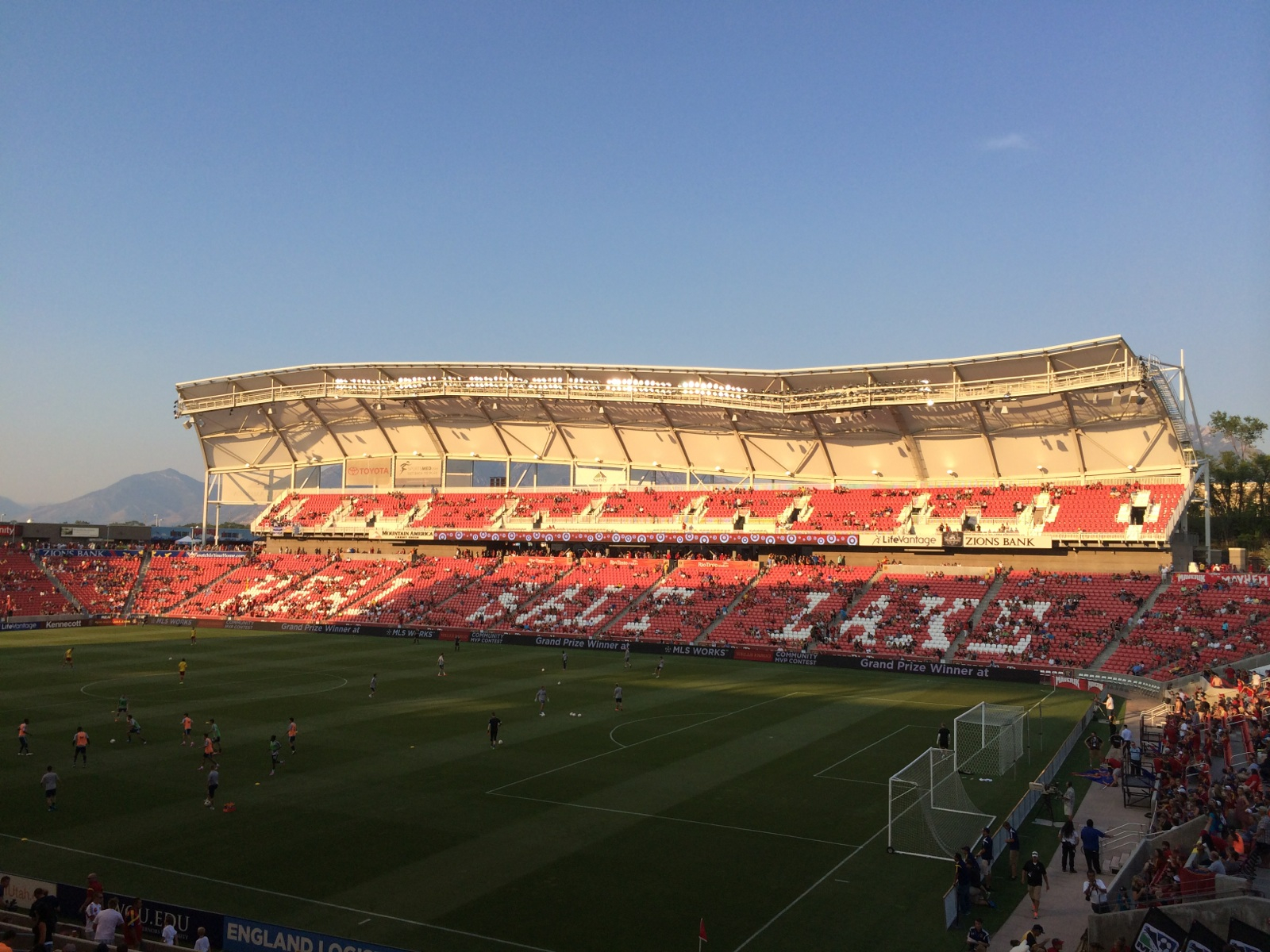
Tribune in het Rio Tinto Stadium

Real Salt Lake is een voetbalclub uit de Amerikaanse stad Salt Lake City. De club werd in 2005 opgericht. De clubkleuren zijn rood, blauw en geel en verwijzen naar de kleuren van het Spaans nationaal elftal. Het woord Real in de clubnaam verwijst min of meer naar Real Madrid. Thuisstadion van Real Salt Lake is het Rio Tinto Stadium, waar 20.008 toeschouwers plaats kunnen nemen. In 2009 werd de club voor het eerst kampioen in de Major League Soccer.

## Erelijst
- MLS Cup

Winnaar: 2009 (1x)
Finalist: 2013
- Rocky Mountain Cup

Winnaar: 2007, 2008, 2009 (3x)
- Carolina Challenge Cup

Winnaar: 2009 (1x)

## Bekende (oud-)Clarets

### Spelers
- Freddy Adu
- Kyle Beckerman
- Tony Beltran
- Rachid El Khalifi
- Fabián Espíndola
- Robbie Findley
- Justen Glad
- Chris Klein
- Jason Kreis
- Zac MacMath
- Yura Movsisyan
- Eddie Pope
- Nick Rimando
- Albert Rusnák
- Álvaro Saborío
- Douglas Sequeira

### Trainers
- Jason Kreis
- Pablo Mastroeni